# Hannah Stockbauer
Hannah Stockbauer (Nürnberg, 7. siječnja 1982.) je bivša njemačka plivačica.
Višestruka je svjetska i europska prvakinja u plivanju.